# Opacifrons brevisecunda
Opacifrons brevisecunda är en tvåvingeart som beskrevs av Papp 1991. Opacifrons brevisecunda ingår i släktet Opacifrons och familjen hoppflugor.
Artens utbredningsområde är Sri Lanka. Inga underarter finns listade i Catalogue of Life.